# Nikola Pisano

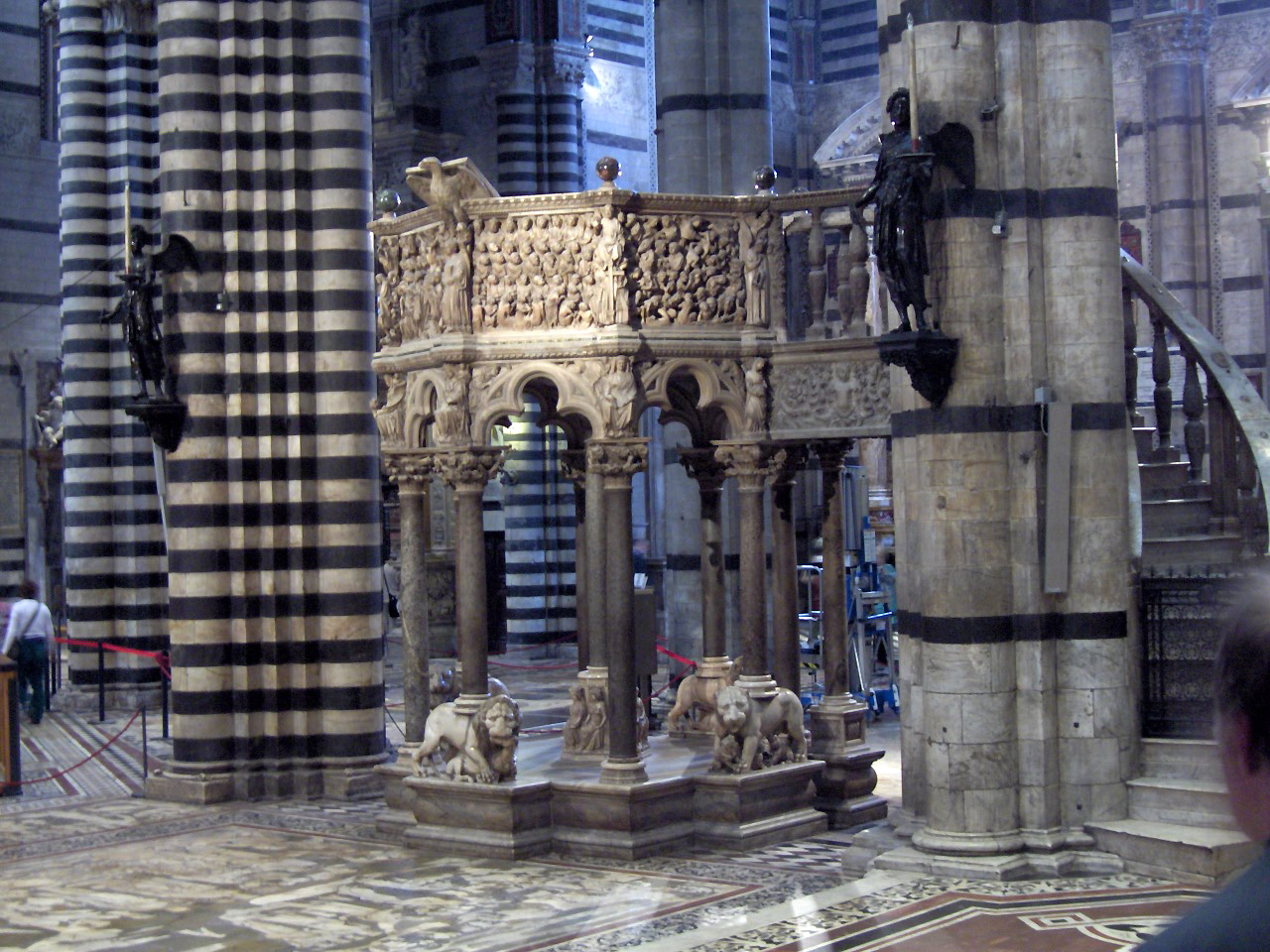
Kazatelna v dómu v Sieně

Nikola Pisano, též Niccolò Pisano (asi 1206 Apulie – 1278), byl italský sochař a architekt, často označovaný za zakladatele moderního sochařství.

## Dílo
Jeho hlavní sochařská díla jsou kazatelny v baptisteriu v Pise (1260) a Dómu v Sieně (1266–1268), zdobené reliéfy z Nového zákona. Kromě toho vyzdobil reliéfy a soškami náhrobek svatého Dominika v Bologni a mramorovou fontánu v Perugii (1277–1280).
Pisano vysoce převýšil své bezprostřední předchůdce. Přestože se držel tradičních kompozičních motivů, dal prostřednictvím svých děl podnět k novým formám. Nebyl jen napodobitelem antického umění, jeho postavy jsou originální díla, která vznikla díky důkladnému studiu a pochopení antických prototypů. Je spojen s počátky italské renesance, za jejíž začátek se většinou označuje rok 1260, kdy Nicola Pisano dokončil kazatelnu v Pise. Jedním z vysvětlení tohoto uměleckého "skoku" je Pisanův původ v jižní Itálii, kde císař Fridrich II. Štaufský používal sice u svých hradů gotických forem francouzského typu, avšak u dalších staveb jednoznačně podporoval návrat ke klasickým, starověkým vzorům, což platilo i o sochařství. To korespondovalo i s Fridrichovou ideovou politikou. S jeho smrtí v jižní Itálii sice přestali plošně působit umělci přebírající antické vzory, jeden z nich, Nikola Pisano se však přesunul do Toskánska. O jeho původu nejsou pochybnosti, u smluv na kazatelnu v Sieně je uveden jako Nikola z Apulie. V Pise získal občanství, proto je známý pod tímto příjmením.
O jeho architektonickém umění není mnoho informací, protože skoro všechny budovy, jež mu přisuzoval Giorgio Vasari byly časem téměř úplně přestavěny.
Jeho žáky byli Arnolfo di Cambio a Guglielmo Agnelli i jeho syn, Giovanni Pisano.